# Nos folles nièces
Pour plus de détails, voir Fiche technique et Distribution.
Nos folles nièces (Unsere tollen Nichten) est un film autrichien réalisé par Rolf Olsen sorti en 1963.
Dans la série Nos tantes en folie, il suit ce film sorti en 1961 et précède Nos folles tantes à Hawaï qui sortira l'année suivante.

## Synopsis
Depuis six mois, les musiciens du groupe "Sonny Boys" - Max, Gus, Paul, Pitt - n'ont donné aucun concert lorsqu'ils reçoivent une offre de Davos : ils doivent se présenter comme "Die 5 tollen Tanten" au festival de schlager. Le directeur de l'hôtel Mägerli voit les hommes dans des vêtements de femmes et les prend pour de vraies femmes. Mais Pitt refuse de nouveau de se travestir quand il apprend que Susi Güden, la fille qu'il aime, est partie du Danemark pour faire du ski près d'Arosa. Die 5 tollen Tanten demandent à Hyacinth Grad, un vendeur de fleurs, de remplacer le cinquième "Sonny Boy", parti aux États-Unis.
À l'hôtel de Davos, l'absence de femmes se fait sentir. Lorsqu'un riche émir arrive, il demande à créer un harem. Lorsque Mägerli lui parle du groupe de filles, il veut absolument convoquer les "Jolly Sisters". Le premier jour à l'hôtel se passe dans un chaos discret. Le lendemain matin, Pitt va secrètement à Arosa, où il rencontre Susi. Pitt ne veut pas lui expliquer ce qu'il fait à Davos, il le lui promet pour dans trois jours, car Susi ne supporterait pas une nouvelle mascarade. Felicitas, sa meilleure amie et garçon manqué, le trouve louche et le suit en tapinois jusqu'à l'hôtel, où elle trouve Pitt et Max déguisés en filles. De retour à Arosa, lorsqu'elle lui raconte ce qu'elle a vu, Susi pleure. Sans plus tarder, elle appelle les autres copines de sa bande, Brigitte, Jutta et Evi (aussi la copine de Gus) pour qu'elles viennent ici. Elles se font passer à l'hôtel pour les neveux des tantes.
Les "Jolly Sisters" découvrent rapidement qui sont les neveux. Du coup, les jeunes garçons doivent rester de vieilles dames dans l'hôtel. En outre, ils se font draguer par des hommes, dont le cheick et le Dr Heribert Wippel. Quand un groupe de mannequins ne peut pas se rendre l'hôtel à cause d'une tempête de neige, les "Jolly Sisters" doivent les remplacer. De leur côtés, les neveux sont pris pour de vrais hommes et sont invités par Bob. Mägerli est épouvanté, ils enferment les garçons dans la cave de l'hôtel et veut faire de même avec les neveux dont il ne sait pas qu'il s'agit de filles. Mais le chanteur vedette Gerd Savona intervient et fait éviter la police à tout le monde. Il est avec sa femme Brigitte qui est aussi enfermée et menace de ne pas se produire, ce qui causerait une perte financière que ne peut pas se permettre Mägerli. À la fin, les deux hommes conviennent de laisser Die 5 tollen Tanten se produire à la grande joie du public. Les couples se forment : Brigitte et Gerd, Susi pardonne Pitt et Evi est avec son Gus, tandis que Max et Hyacinth se disputent Felicitas.

## Fiche technique
- Titre français : Nos folles nièces[1]
- Titre original : Unsere tollen Nichten
- Réalisation : Rolf Olsen assisté de Gilbert von Podmaniczky
- Scénario : Rolf Olsen
- Musique : Erwin Halletz
- Direction artistique : Wolf Witzemann
- Costumes : Gerdago
- Photographie : Karl Löb
- Son : Herbert Janeczka
- Montage : Arnfried Heyne
- Production : Karl Spiehs
- Sociétés de production : Wiener Stadthalle-Station Betriebs-und Produktionsgesellschaft
- Société de distribution : Constantin Film
- Pays d'origine :  Autriche
- Langue : allemand
- Format : Couleurs - 1,85:1 - Mono - 35 mm
- Genre : Comédie
- Durée : 97 minutes
- Dates de sortie :
  - Autriche : 12 février 1963.
  - Danemark : 11 octobre 1963.
  - France : 1965 ?[1].

## Distribution
- Udo Jürgens: Pitt van Rees
- Gus Backus: Gus Sunday
- Gunther Philipp: Max Rettich
- Vivi Bach: Susi Güden
- Ruth Stephan: Felicitas
- Oskar Sima: Mägerli
- Paul Hörbiger: Eierlein
- Lolita: Lolita
- Kurt Großkurth (de): Hyacinth Grad
- Hans Richter: Dr. Heribert Wippel
- Evi Kent (de): Evi
- Irene Mann: Jutta
- Hannelore Auer: Brigitte Branier
- Henning Heers: Paul Kippenroth
- Gerhard Wendland: Gerd Savona
- Rolf Olsen: Le Cheick
- Rudolf Carl: Dametz
- Elisabeth Stiepl : La veuve Waltraud
- Anni Schönhuber: Une femme dans l'hôtel
- Rex Gildo dans son propre rôle

## Source de la traduction
- (de) Cet article est partiellement ou en totalité issu de l’article de Wikipédia en allemand intitulé « Unsere tollen Nichten » (voir la liste des auteurs).